# Вільфрід Пюї
Вільфрід Пюї (фр. Wilfried Puis, 18 лютого 1943, Остенде — 21 жовтня 1981) — бельгійський футболіст, що грав на позиції півзахисника. Футболіст року в Бельгії (1964).
Виступав, зокрема, за «Андерлехт», а також національну збірну Бельгії, з якою був учасником чемпіонату світу 1970 року.

## Клубна кар'єра
Розпочинав грати у футбол в нижчоліговому клубі «Остенде» з однойменного рідного міста, а 1960 року перейшов до «Андерлехта», в якому провів одинадцять сезонів, взявши участь у 274 матчах чемпіонату. Більшість часу, проведеного у складі «Андерлехта», був основним гравцем команди. За цей час шість разів виборював титул чемпіона Бельгії. У 1965 році виграв з командою Кубок Бельгії, забивши один з голів у фіналі проти «Стандарду» (3:2). У 1964 році він був названий бельгійським футболістом року.
Наприкінці 60-х років «Андерлехт» пережив зміну поколінь і кілька років не міг здобути трофеї. В результаті 1971 року Пюї перейшов у «Брюгге», лівий вінгер якого, Роб Ренсенбрінк, відправився у зворотному напрямку. Сезон 1971/72 «Брюгге» та «Андерлехт» завершили з однаковою кількістю, але саме «Андерлехт» за додатковими показниками став чемпіоном.
1972 року на запрошення колишнього партнера по «Андерлехту» Жефа Журіона, який тепер був граючим тренером друголігового «Локерена», Пюї перейшов до цієї команди. Тут Вільфрід став одним із лідерів, перейшовши на позицію плеймейкера і 1974 року допоміг команді вийти до вищого дивізіону, де провів з командою ще два роки.
У 1976 році 33-річний Пюї повернувся у своє рідне місто, де на той час також керував спортивним магазином. Півзахисник підписав контракт з «Остенде», який за два роки до цього піднявся до найвищого дивізіону. Команда боролась за збереження прописки в еліті, але за підсумками сезону 1976/77 покинула вищий дивізіон. У 1979 році клуб навіть вилетів у третій дивізіон, після чого Вільфрід покинув команду і у сезоні 1979/80 грав за аматорський «Коксейде».

## Виступи за збірну
13 травня 1962 року дебютував в офіційних іграх у складі національної збірної Бельгії в товариському міжнародному матчі проти Італії (1:3), вийшовши на заміну по перерві замість Марселя Пешена.
У складі збірної був учасником чемпіонату світу 1970 року у Мексиці, на якому зіграв у всіх трьох матчах своєї збірної — проти Сальвадору (3:0), Радянського Союзу (1:4) та Мексики (0:1), а збірна не подолала груповий етап.
Після переходу в нижчоліговий «Локерен» у 1972 році Пюї перестав викликатись до збірної і лише коли команда повернулась до еліти Вільфрід знову отримав виклик до збірної, за яку 27 вересня 1975 року зіграв свій останній матч, який команда провела в рамках відбору на Євро-1976 проти НДР. Бельгійці програли гру 1:2, а 32-річний Пюї забив єдиний гол Бельгії у цьому матчі. Загалом протягом кар'єри у національній команді, яка тривала 14 років, провів у її формі 49 матчів, забивши 9 голів.
Помер 21 жовтня 1981 року на 39-му році життя від раку.

## Титули і досягнення
- Чемпіон Бельгії (6):

«Андерлехт»: 1961–62, 1963–64,  1964–65, 1965–66, 1966–67, 1967–68
- Володар Кубка Бельгії (1):

«Андерлехт»: 1964–65